# Alain Rossier
Alain Rossier (* 1958) ist ein Schweizer Manager.
Rossier studierte an der Universität Bern VWL. Nach Tätigkeiten für Ascom in Florida, USA und ab 1995 für Swisscom wurde er von März 2001 bis Ende 2006 CEO des Schweizer Luftüberwachungsunternehmens Skyguide.
In seiner Amtszeit wurde die zivile und militärische Flugsicherung in der Schweiz bei Skyguide zusammengefasst und die Koordinierung der Flugsicherung in Europa ("Single European sky") angestrebt. Im Jahre 2002 ereignete sich das Flugzeugunglück von Überlingen am Bodensee. In dessen Folge liess er die Abläufe bzgl. der Flugsicherung bei Skyguide überarbeiten.
Während seiner Tätigkeit bei der Skyguide war er auch Vorstandsmitglied bei dem Dachverband Aerosuisse der schweizerischen Luftfahrt und Beiratsmitglied bei der Deutschen Flugsicherung.
Vom 1. Januar 2009 bis zum 30. September 2017 war Alain Rossier Direktor der Gebäudeversicherung des Kantons Solothurn. Seit dem 1. Oktober 2017 ist er Direktor der Vereinigung Kantonaler Gebäudeversicherungen (VKG).
Alain Rossier ist zweisprachig (Deutsch und Französisch), verheiratet und Vater zweier Söhne. Zusätzlich besitzt er den militärischen Rang des Majors als Artillerie-Kanonier der Schweizer Armee.